# 轨道子
轨道子（英語：orbiton）是一种准粒子，是电子出现电荷自旋分离现象时分裂成的三种准粒子之一（另两种为自旋子与空穴子）。
1997－1998年，van den Brink、Khomskii与Sawatzky从理论上预言了轨道子的存在。2011年的一项研究则在实验中观察到了轨道子。实验使用X射线照射一维Sr2CuO3材料，导致铜原子中的电子跃迁到高能轨道，并分裂成携带自旋性质的自旋子与携带轨道位的轨道子。